# Chiesa di Santa Maria Imperatrice
La chiesa di Santa Maria Imperatrice era una chiesa devozionale che si trovava nell'estremità orientale della Via dei Santi Quattro, nell'allora rione Campitelli di Roma (attualmente nel rione Celio). Era dedicata alla Vergine Maria con il titolo di "imperatrice del cielo e della terra". L'identificazione di questa chiesa con l'antica San Gregorio in Martio è contestata.

## Storia

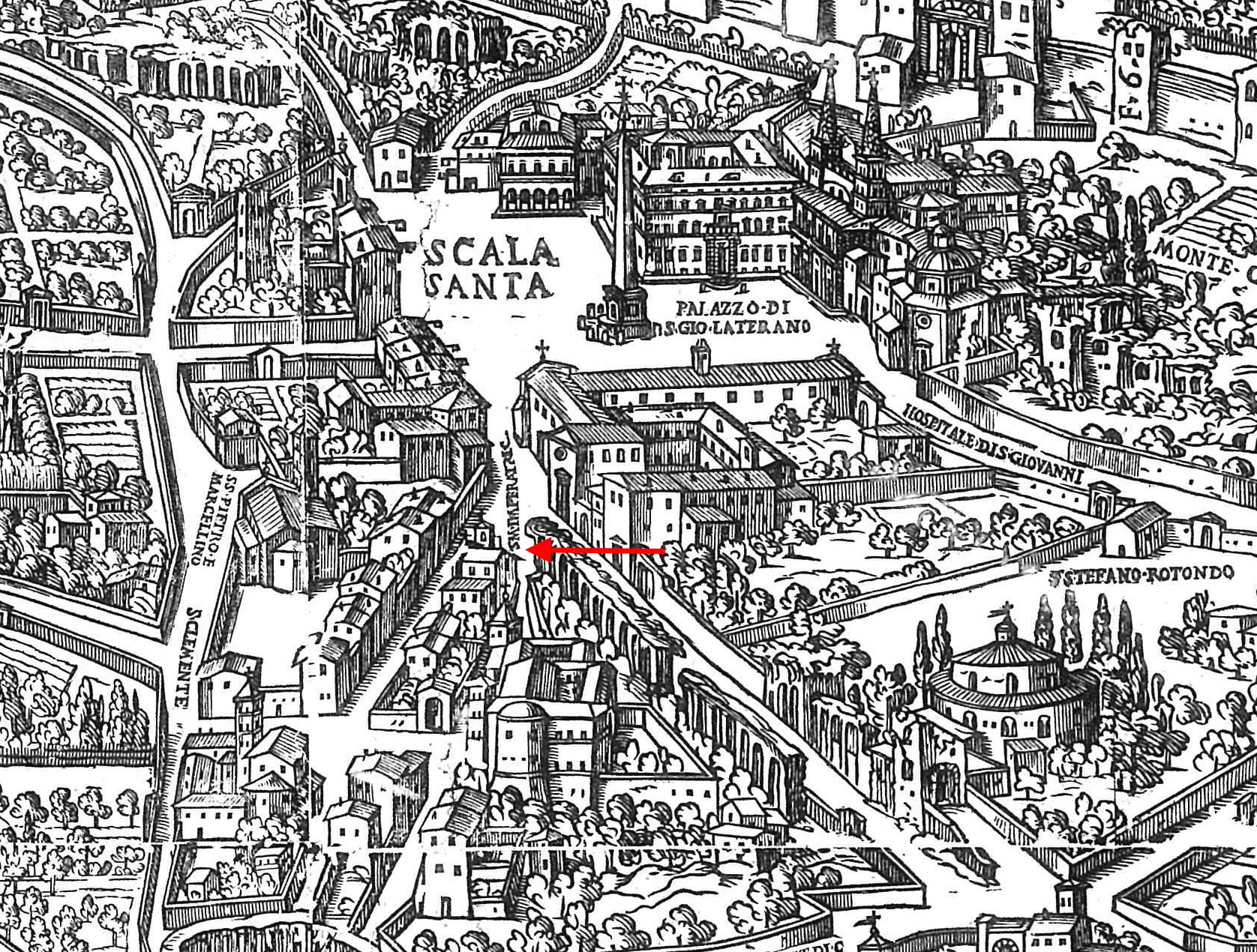
La chiesa nella mappa di Giovanni Maggi del 1625. L'acquedotto visibile nell'immagine è quello neroniano.

Il motivo per il quale questa chiesa venne costruita fu la devozione di un'icona affrescata della Vergine e del Bambino della fine del sedicesimo secolo; il primo edificio era un santuario lungo la strada (un sacello) che sorgeva fuori dall'entrata del convento dei Santi Quattro Coronati e che fu costruito nel 1606 per ospitare l'icona su progetto di Jacopo del Duca. In breve tempo si stabilì una tradizione secondo la quale questa immagine era del sesto secolo e che avrebbe conversato con il papa Gregorio I (590-604). Alla fine del diciassettesimo secolo, tuttavia, si scoprì che l'immagine non era antica, eppure il pellegrinaggio presso il sito non diminuì. A poco a poco perse popolarità finché, nel 1826, non venne trasportata a Santa Maria delle Grazie nel Cimitero in Laterano, la cappella funeraria dell'ospedale di San Giovanni. In una visita al luogo nel 1656, il papa Alessandro VII (1655-1667) stabilì che l'icona fosse protetta con una grata di ferro sopra l'altare, pose nel sito una iscrizione relativa alla tradizione e permise che l'immagine fosse copiata. Questa immagine oggi si può vedere nella chiesa dei santi Andrea e Bartolomeo come pala d'altare a destra dell'altare maggiore.
All'inizio dell'1800, il conte Giampietro Campana acquistò la chiesa assieme ad altri edifici vicini e la restaurò assieme al giardino. Il suo scopo era ampliare la villa di famiglia, nota come Villa Campana, che sorgeva sulla Via di San Giovanni in Laterano. Quando il conte dichiarò bancarotta nel 1857, la sua grande collezione d'arte e le sue proprietà furono vendute. Nella seconda metà del diciannovesimo secolo, sia la Villa Campana che la chiesetta furono demolite per fare spazio a dei terreni lottizzati.

## Descrizione
La chiesa all'inizio sorgeva nel lato nord della Via dei Santi Quattro, un poco a ovest dell'angolo con la Via Santo Stefano Rotondo. Era collocata longitudinalmente rispetto alla via, leggermente inclinata verso di essa, che portò alla nascita di una minuscola piazza. Attualmente il sito è occupato da una serie di condomini posizionati sul lato nord della via; la cappella sorgeva più o meno dove oggi c'è una linea verticale che separa due blocchi di appartamenti, uno più alto e uno più basso. La chiesa ricostruita nel diciannovesimo secolo era sotto l'isolato sulla destra.
Di pianta rettangolare semplice, orientata da nord-est a sud-est, la chiesa era a navata unica con quattro pilastri che sorreggevano una volta. L'entrata era all'angolo sinistro della facciata verso la strada.